# Shinzō Abe
  Shinzō Abe  (japonès: 安倍 晋三)  (Shinjuku, 21 de setembre de 1954 - Hospital Universitari Mèdic de Nara, 8 de juliol de 2022) fou un polític japonès, va ser president del Partit Liberal Democràtic (PLD) i Primer ministre del Japó des del desembre de 2012 fins al setembre de 2020. També ocupà el càrrec anteriorment durant un any entre setembre de 2006 i setembre de 2007, any en què dimití i fou reemplaçat per Yasuo Fukuda. Era el president del Grup Parlamentari de Propulsió d'Oyagaku, i va ser 90è i 96è Primer Ministre del Japó. Fou el primer ministre més jove des del final de la Segona Guerra Mundial i el primer nascut després de la guerra.

## Biografia

### Primers anys

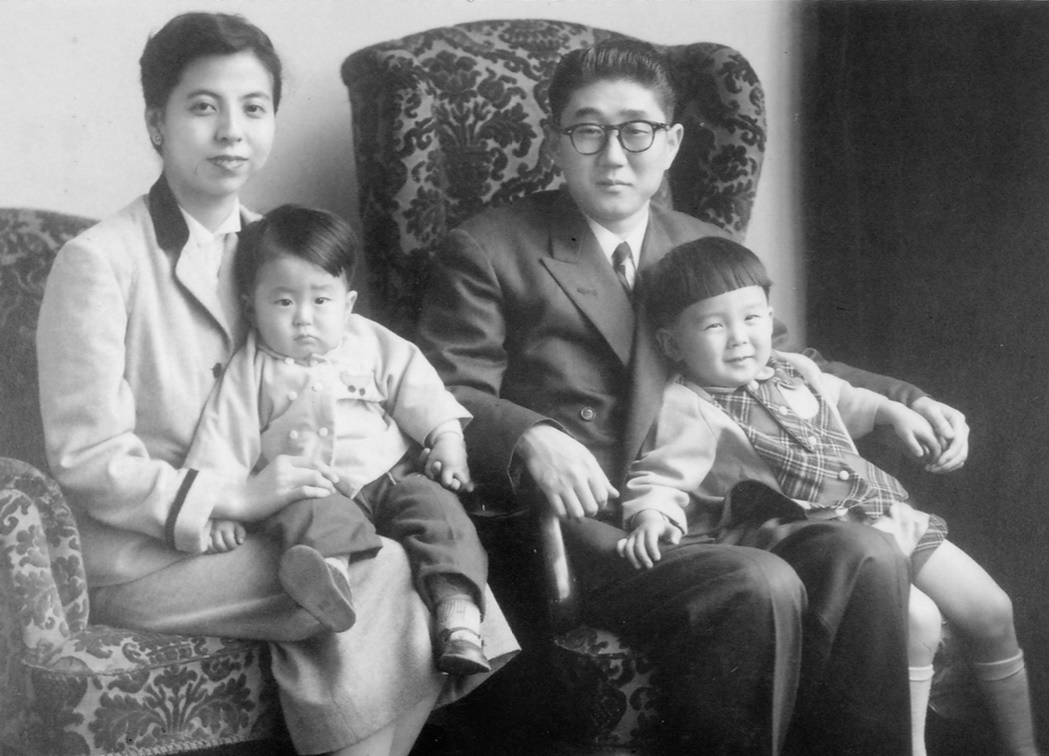
La família Abe el 1956: la seva mare Yōko Abe, Shinzō Abe quan tenia tan sols dos anys, el seu pare Shintarō Abe i el seu germà major Hironobu

Abe va nàixer a Nagato, Yamaguchi el 21 de setembre de 1954 en el si d'una família involucrada en política. Tant el seu avi Kan Abe com son pare, Shintaro Abe, foren polítics. Sa mare, Yōko Kishi, és la filla del Primer Ministre Nobusuke Kishi, que fou empresonat sota acusacions de ser un criminal de guerra.
Va estudiar Ciències Polítiques a la Universitat de Seikei, graduant-se el 1977. Més tard es va traslladar als Estats Units, on va estudiar a la Universitat del Sud de Califòrnia, encara que sense rebre cap títol. L'abril del 1979 Abe va començar a treballar a Kobe Steel. Va treballar al sector privat fins a 1982, quan començà a treballar per a diversos governs i va buscar diferents càrrecs governamentals per a diversos governs locals: assistent executiu del Ministre d'Afers exteriors, secretari personal del president del Consell General del LDP, i secretari personal del secretari general del LDP.

### Carrera política

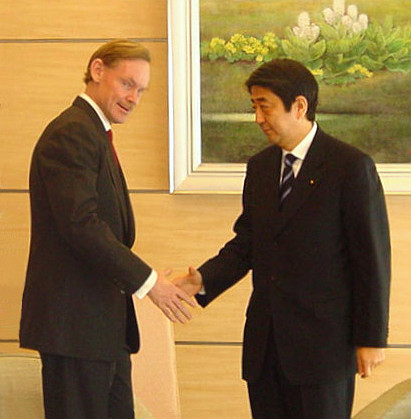
Shinzō Abe (a la dreta) es reuneix amb Robert Zoellick el mes de gener de 2006.

Va ser elegit com a diputat de cambra baixa del districte electoral a la Prefectura de Yamaguchi l'any 1993 després de la mort del seu pare dos anys abans, el 1991, guanyant les eleccions amb el major nombre de vots a favor en la història de la prefectura. El 1999 va ser director de la Divisió d'Assumptes Socials, i secretari en cap en els governs de Yoshirō Mori i Jun'ichirō Koizumi entre 2000 i 2003, any en què va ser nomenat secretari general del Partit Liberal Democràtic (PLD). Abe va guanyar fama nacional per la ferma posició que va adoptar contra de Corea del Nord, i que arribat el moment el va impel·lir a dirigir el Partit Liberal Democràtic.
Va convertir-se en el Primer Ministre el 26 de setembre 2006 en substitució de Junichiro Koizumi el 12 de setembre de 2007 anuncià que renunciaria al càrrec de Primer Ministre per manca de confiança del poble japonès en la seva gestió. Des del primer moment el seu mandat havia estat ple d'errades i casos de corrupció dels seus ministres i escassa popularitat, atribuïble en part a la seva falta de lideratge. El seu primer govern va durar menys d'un any, encetant una successió de primers ministres que ocupaven el càrrec menys d'un any. El 23 de setembre del 2007 el Partit Liberal Democràtic va escollir com al seu President a Yasuo Fukuda, cosa que el convertí en el seu successor com a Primer Ministre.
El 26 de setembre de 2012 va superar l'ex Ministre de Defensa Shigeru Ishiba en la pugna per la presidència del PLD. Va assumir de nou el càrrec de Primer Ministre el 26 de desembre de 2012, després de guanyar les eleccions generals. A les eleccions generals japoneses de 2014 i les de 2017 va revalidar la seua majoria parò no va aconseguir majories suficients per impulsar la reforma de l'article 9 de la Constitució del Japó i legalitzar un exèrcit. El 28 d'agost de 2020 va anunciar la seva dimissió per motius de salut, i aquesta es va fer efectiva amb l'elecció del seu successor, Yoshihide Suga, en la votació del Parlament japonès el 16 de setembre del 2020, ratificant l'elecció de líder que havia fet el seu partit dos dies abans.
El 8 de juliol de 2022, mentre feia un míting electoral, va rebre diversos trets a l'esquena que li van acabar provocant la mort.